# Атмосфера (одиниця вимірювання)
Атмосфе́ра або фізична атмосфера (атм, atm) — одиниця вимірювання тиску, що дорівнює тиску стовпа ртуті висотою 760 мм при її густині 13,59504 г/см3, температурі 0°C і прискоренні вільного падіння 9,80665 м/с2; 1 атм = 760 торр = 1,013250·105 Па. Це значення прийнято за нормальний атмосферний тиск
Тиск в одну атмосферу приблизно відповідає атмосферному тиску на поверхні Землі на рівні Світового океану, також приблизно дорівнює тиску, що створюється стовпом води висотою 10 метрів в умовах земного тяжіння.
Атмосферу (фізичну або нормальну) слід відрізняти від технічної атмосфери (ат, at), що визначається як тиск, який створює 1 кілограм-сила на площу в 1 квадратний сантиметр. Технічна атмосфера дорівнює 98 066,5 Па.